# Fortune (Unix)

fortune — программа для юникс-совместимых операционных систем, выдающая некоторую цитату, афоризм или шутку, случайным образом взяв его/её из текстовых файлов, содержащих коллекции подобных фраз.
Название происходит от китайских «печений счастья» (англ. fortune cookies), в которые запекались записки со случайными изречениями.
Во многих версиях, кроме основной базы высказываний, имеется «агрессивная» (англ. offensive) база высказываний, которые могут показаться некоторым читателям провоцирующими (например, высказывания, относящиеся к религии и сексу). Существуют опции программы, регулирующие выдачу «агрессивных» высказываний.
Существует традиция включения в сообщения e-mail и групп новостей случайных фраз (обычно юмористического содержания) в качестве части подписи. В Фидонете такие записи обычно включались в так называемый ориджин — в поле, предназначенное для указания имени или принадлежности узла, отправившего письмо.